# Viehteich
Der Viehteich ist ein See im Kreis Plön im deutschen Bundesland Schleswig-Holstein nördlich der Ortschaft Dosenbek. Er ist ca. 8 ha groß. 
Etwa 1,7 Kilometer nördlich liegen der Bothkamper und Hochfelder See.
Der See wird zur Fischzucht, insbesondere für Karpfen verwendet und das Wasser wird jährlich abgelassen.